# Barcugnan
Barcugnan é uma comuna francesa na região administrativa de Occitânia, no departamento de Gers. Estende-se por uma área de 9,11 km². Em 2010 a comuna tinha 109 habitantes (densidade: 12 hab./km²).